# Unterfladnitz
Unterfladnitz település Ausztriában, Stájerország tartományban, a Weizi járásban. 2015 óta Sankt Ruprecht an der Raab része. Tengerszint feletti magassága 406 méter, területe 15,83 km². Lakosainak száma 1575 fő.